# Tetranchyroderma canariensis
Tetranchyroderma canariensis är en djurart som tillhör fylumet bukhårsdjur, och som beskrevs av Toaro et al. 2003. Tetranchyroderma canariensis ingår i släktet Tetranchyroderma och familjen Thaumastodermatidae. Inga underarter finns listade i Catalogue of Life.